# Psicodrama
El psicodrama es una forma de psicoterapia, ideada por Jacob Levy Moreno y concebida inicialmente como terapia grupal o psicoterapia profunda de grupo (Moreno, J. L., 1959 b, p. 108). A lo largo del siglo XX se han desarrollado planteamientos que han llevado el psicodrama a la psicoterapia individual: la psicoterapia psicodramática bipersonal (Dalmiro Bustos, 1975, 1985, 2007, Rosa Cukier, 1992, Teodoro Herranz, 1999).

## Definiciones
Según Gutiérrez (2004), aunque el drama educativo utiliza muchas de las técnicas del teatro, especialmente las relacionadas con la preparación de actores, tomadas de Stanislavski (1936) y Grotowski (1968), la experiencia dramática del individuo es introspectiva, está dirigida a lo interno, a la exploración del mundo interior de las posibilidades humanas ante los desafíos de la vida. Por el contrario, la representación y comunicación con el público, lo externo, es lo que prima en el teatro educativo. Moreno presentó al psicodrama como:

Una nueva forma de psicoterapia que puede ser ampliamente aplicada.
J. L. Moreno (1946, p. 177).bold

Según su creador:

Históricamente, el psicodrama representa el punto decisivo en el apartamiento del tratamiento del individuo aislado hacia el tratamiento del individuo en grupos, del tratamiento del individuo con métodos verbales hacia el tratamiento con métodos de acción.
Moreno, 1946, p. 10.bold

El psicodrama pone al paciente sobre un escenario, donde puede resolver sus problemas con la ayuda de unos pocos actores terapéuticos. Es tanto un método de diagnóstico como de tratamiento.
Moreno, 1946, p. 177.bold

Hace años, Blatner (1988, p. 1) lo presentaba así:

El psicodrama es un método de psicoterapia en el cual los pacientes actúan los acontecimientos relevantes de su vida en vez de simplemente hablar sobre ellos. Esto implica explorar en la acción, no sólo los acontecimientos históricos, sino lo que es más importante, las dimensiones de los acontecimientos psicológicos no abordados habitualmente en las representaciones dramáticas convencionales: los pensamientos no verbalizados, los encuentros con quienes no están presentes, representaciones de fantasías sobre lo que los otros pueden estar sintiendo o pensando, un futuro posible imaginado y muchos otros aspectos de los fenómenos de la experiencia humana. Aunque el psicodrama es usado habitualmente en un contexto grupal y puede ser un método muy útil para catalizar el proceso grupal (y, a su vez, ser catalizado por la dinámica grupal), no debe ser considerado como una forma de terapia específicamente grupal. Puede ser usado, como sucede en Francia, con varios co-terapeutas entrenados y un solo paciente. También puede usarse el psicodrama con familias o, inclusive, en una forma modificada, en terapias individuales.

## Objetivos
El psicodrama es un tipo de psicoterapia válida[cita requerida] para el tratamiento de todo tipo de trastornos mentales, aunque habrá de usarse cuidadosamente en el entorno de las psicosis, donde habrá que utilizar un equipo de yoes auxiliares bien entrenados. Se puede realizar de forma individual (psicodrama bipersonal) y grupal. El psicodrama se utiliza con niños, adultos, parejas y familias.
A través del psicodrama se logra que el sujeto alcance una comprensión más profunda de sus emociones y de las consecuencias de estas. Además, la persona conseguirá generar espontáneamente una respuesta distinta a la situación problemática que ha planteado para la dramatización y, poco a poco, aprenderá a dar esta respuesta más adaptativa en la vida real, generalizando el aprendizaje de un nuevo rol.
En resumen, en el psicodrama se utilizan diversas técnicas dramáticas, guiadas por ciertos principios y reglas, y destinadas, según lo requerido por el proceso, a uno o más de los siguientes objetivos psicoterapéuticos principales:
1. Darse cuenta de los propios pensamientos, sentimientos, motivaciones, conductas y relaciones.
2. Mejorar la comprensión de las situaciones, de los puntos de vista de otras personas y de la propia imagen o acción sobre ellas.
3. Investigar y descubrir la posibilidad y la propia capacidad de nuevas y más funcionales opciones de conducta (nuevas respuestas).
4. Ensayar, aprender o prepararse para actuar las conductas o respuestas que se encontraron más convenientes.

## Recursos
Una suma de reglas y principios, unidos a conceptos tales como la espontaneidad, la acción corporal, el encuentro, la catarsis dramática, el tele y la teoría de los roles, orientan y sustentan un conjunto de técnicas y recursos tales como la inversión de roles, el soliloquio, el doble o la proyección de futuro, muchos de las cuales han sido adoptados con frecuencia por muy diversas corrientes psicoterapéuticas y educativas con resultados satisfactorios (Blatner, 1996; Pickering, 1997).
La sesión psicodramática de grupo prevé un escenario (espacio en el que se desarrolla la acción), un protagonista (paciente que elige el tema a dramatizar y que interpreta el papel principal), un director (terapeuta que dirige la sesión), uno o más auxiliares (otros terapeutas que ayudan al psicodramaturgo e interpretan los papeles previstos en la representación) y, finalmente, el público (que ayuda al protagonista actuando como caja de resonancia, al manifestar determinadas reacciones y observaciones de forma espontánea).
El dirigente surge como una figura fuerte a cargo de la coordinación de las actividades del grupo.
Debe de ser capaz de modelar la espontaneidad que desea obtener y de encontrar la forma de mostrar al grupo hasta donde se puede llegar; da permiso de muchas cosas que los miembros del grupo quisieran hacer pero se inhiben debido a la timidez o resistencia. 
Una sesión grupal se desarrolla en tres tiempos:
1. Calentamiento o caldeamiento: Es imprescindible calentar o caldear al grupo, al director psicodramático y al protagonista. Deben llevar un mensaje respecto a la naturaleza del trabajo, ya que de este dependerá que el participante se incluya en él.
2. Dramatización: El calentamiento finaliza cuando el director ha seleccionado un protagonista, y lo dirige al centro del salón para comenzar la acción psicodramática. Se le hace una breve entrevista centrada en el "aquí y ahora", con el fin de llegar a su conflicto o conflictos principales. Según el tipo de conflicto, se representa una escena más o menos cargada emocionalmente, y usualmente se produce un pequeño paso por algún momento previo en la vida del protagonista, cuando tuvieron lugar sucesos que en la actualidad resultan conflictivos. De esta manera, en la acción psicodramática se consigue intervenir tanto en el pasado como en el presente, centrándose sobre todo en este último, dado que es sobre la visión actual del protagonista donde el director tiene más interés en intervenir.
3. Compartir o eco grupal: También llamado participación, es la última fase de una sesión psicodramática. En ella, los miembros del grupo ponen en común aquellos sentimientos, recuerdos o vivencias que les han venido a la mente tras realizarse la dramatización. Es muy importante no emitir simples opiniones o comentarios superficiales, lo que puede evitarse con un buen caldeamiento grupal previo.